# Status (revista)
Status foi uma revista masculina brasileira lançada em 1974 pela Editora Três, de Domingo Alzugaray. A revista deixou de circular no fim da década de 1980 e em 2011 foi relançada, com uma proposta diferenciada em suas imagens de nus artísticos com relação às suas concorrentes. 
Durante seu primeiro período de existência, a revista publicou ensaios de nus com algumas das mulheres mais famosas do Brasil da época, como Sonia Braga, Sandra Bréa, Vera Fischer, Fafá de Belém, Bruna Lombardi, Zezé Motta e outras. 

## História

### Primeiro período
O primeiro número da revista foi as bancas em agosto de 1974 com o ensaio fotográfico da atriz Sylvia Kristel, protagonista do filme Emmanuelle e trazendo na capa a atriz e socialite Tânia Caldas. Este ensaio respeitou as restrições impostas pelo militares, através dos decreto n° 1077, que estabelecia censura prévia a qualquer revista ou livro que trouxesse fotos ou desenhos de mulheres nuas, além da portaria n° 209 que estabelecia que nenhuma revista poderia ser distribuída e vendida no Brasil se não tivesse sido registrada na Polícia Federal e da portaria n° 219 que mencionava que qualquer publicação do gênero deveria ter seu registro aprovado pela censura, além de vendidas em sacos “hermeticamente fechados” e, principalmente, as restrições dos censores militares que determinavam que só seria permitida foto com a exposição de “um seio apenas”, “estando o outro não visível, mediante qualquer recurso técnico (tecido, espuma de sabão, flanco, corte, escurecimento etc.). A exposição de ambos os seios estava totalmente proibida e as chamadas “partes genitais” das mulheres fotografadas ou desenhadas, era totalmente proibida qualquer forma de exposição, mesmo em sombra e as nádegas, a sua exposição deveria ser diluída através dos recursos técnicos.
Na década de 1970, a revista Status trazia a seus leitores com uma edição mensal a Status Humor e chegou a ter uma publicação derivada, a Status Plus.
A partir de fevereiro de 1980 a censura foi cancelada e na edição de março de 1980 ocorreu uma edição especial, denominada de “Sem censura” com 100 páginas apresentando as fotos que tinham sido censuradas até então.
Em 1985, a novela Yellow Cake, do jornalista Alexandre von Baumgarten, assassinado em 1982, foi publicada como um encarte especial da revista Status pela Editora Três.
A revista acabou sucumbindo à concorrência da revista Playboy e de revistas dedicadas ao sexo explícito, deixando de circular no fim dos anos 80.

### Relançamento
Em abril de 2011, a revista foi relançada pela mesma editora, com nova proposta visual e de conteúdo, trazendo na capa e na matéria principal a supermodelo Fernanda Tavares, dirigida por Nirlando Beirão e explorando um lado mais erótico e insinuante do que o nu explícito em suas fotografias de nus artísticos, na linha editorial da revista VIP, da Editora Abril. A edição inicial do relançamento teve a tiragem de cem mil exemplares e trazia mais de 60 páginas de propaganda em seu interior.
A revista circulou até outubro de 2015.